# Angry Birds Reloaded
Angry Birds Reloaded — казуальна відеогра-головоломка 2021 року, розроблена фінським розробником відеоігор Rovio Entertainment, і 19-та гра в серії мобільних ігор Angry Birds. Гра була випущена ексклюзивно для сервісу підписки Apple Arcade 15 червня 2021 року. Його натхненно класичними іграми з рогатками Angry Birds з новою графікою, а також персонажами та налаштуваннями з фільмів Angry Birds.

## Ігровий процес
Ігровий процес Angry Birds Reloaded дуже схожий на оригінальні ігри, на яких вона заснована. Гравець прицілюється та запускає птахів із рогатки у свинячі фортеці, доки всі свині на рівні не будуть знищені. Це має бути досягнуто до того, як у гравця закінчаться пташки для вогню. Однак, на відміну від попередніх інсталяцій у серії, Angry Birds Reloaded включає налаштування Eagle Island, де свині представлені як ігрові персонажі, якими можна стріляти з рогатки, а орли з'являються як вороги. Кожна пташка/свиня, яку можна грати, має здатність, яка активується під час натискання на екран, коли вони знаходяться в польоті. Здібності кожного птаха повертаються з попередніх ігор, таких як оригінальна Angry Birds та її продовження 2015 року (у випадку Сільвера). Проте Леонард має ті ж здібності, що й Теренс, а Харві/Кортні — такі ж здібності, як Матильда.
Гра поділена на рівні, які поділені на епізоди. Спочатку гра включала сім епізодів. Попри те, що гра включає бонуси, на відміну від попередніх ігор, випуск гри в рамках підписки на службу мобільних ігор Apple Arcade означає, що ці бонуси купуються за монети, виграні в грі, а не за реальні гроші.